# Oloptum miliaceum
Oloptum miliaceum je vrsta trave. Porijeklom je iz Euroazije, ali se može naći u mnogim drugim dijelovima svijeta kao unesena vrsta i povremeni korov poremećenih područja. To je višegodišnja trava koja raste u grmovima i ima uspravne stabljike koje mogu doseći visinu od 1,5 metara. Cvat je metlica od nekoliko pršljenova grana koje se dijele na sekundarne grane koje nose grozdove klasića.

## Vanjske poveznice
- Jepson Manual Treatment
- Grass Manual Treatment
- Photo gallery